# Đo phổ gamma tự nhiên hố khoan
Đo phổ gamma tự nhiên hố khoan (tiếng Anh: Gamma ray spectrometry logging) là thành phần của Địa vật lý hố khoan, thực hiện theo cơ sở lý thuyết của Thăm dò phóng xạ, đo tại hố khoan ở vùng mỏ để đánh giá mức độ chứa hoặc tính hàm lượng một trong các nguyên tố Kali, Urani hoặc Thori. Vì tốc độ đo chậm nên có thể chỉ đo tại đoạn quan tâm trong hố khoan.

## Phương pháp thực hiện
Đo đạc thực hiện bằng đầu đo phân tích phổ gamma bố trí các cửa sổ phổ:
- Kali: đỉnh năng lượng đặc trưng 1,46 MeV của đồng vị 40K, cửa sổ 1,37 - 1,57 MeV.
- Urani: đỉnh năng lượng đặc trưng 1,76 MeV của đồng vị 214Bi, cửa sổ 1.66 - 1.86 MeV.
- Thori: đỉnh năng lượng đặc trưng 2,62 MeV của đồng vị 208Tl, cửa sổ 2,4 - 2,8 MeV.
- Kênh đo tổng: 0,4 - 2,8 MeV.

Kết quả hiển thị ở dạng xung đếm được cũng như trị số hàm lượng quy ước. Ví dụ đầu đo QL40-SGR Spectral Gamma của hãng Mount Sopris Instrument (Mỹ).
Để kết quả thu được chính xác, định kỳ hệ thống đo phải được Kiểm chuẩn hệ số hàm lượng (Calibration). Thủ tục của nó là đặt đầu đo vào khoang đo của 4 mẫu chuẩn có hàm lượng nguyên tố được xác định với độ chính xác cao hơn: mẫu Phông (không phóng xạ), mẫu Kali, mẫu Urani, mẫu Thori, sau đó giải phương trình quan hệ bức xạ ra hệ số hàm lượng.
Tại Việt Nam có bố trí Trạm kiểm chuẩn ở xã Tân Vinh, huyện Lương Sơn, tỉnh Hòa Bình.